# Paso de la oca

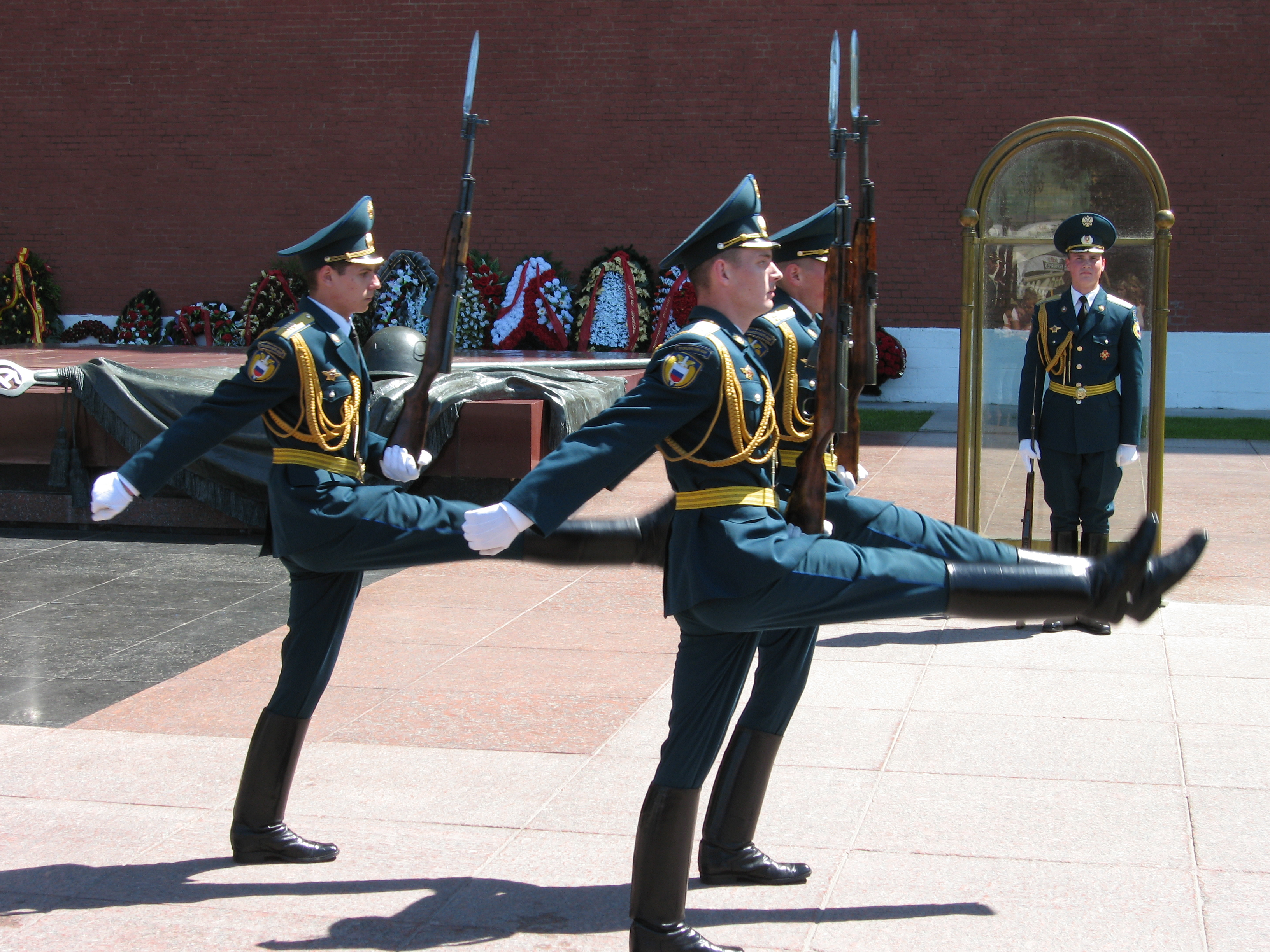
Guardias rusos de la Guardia de Honor del Kremlin de Moscú realizando el paso de la oca, en marcha lenta, cerca de la Tumba del Soldado Desconocido.

El paso de la oca, paso de ganso o paso regular («Goose-Step» en inglés) es un paso especial de marcha que se realiza en desfiles militares formales y otras ceremonias. Mientras marchan en formación de desfile, las tropas balancean sus piernas al unísono sobre el suelo mientras manteniendo cada pierna rígidamente recta, en un ángulo de 45 a 90 grados.
El paso de la oca se originó en el Ejército  prusiano a mediados del siglo XVIII y se le denominó Stechschritt o Stechmarsch (literalmente, «paso clavado»). Los asesores militares alemanes difundieron la tradición en el Ejército imperial ruso, en el siglo XIX, y la Unión Soviética la difundió por todo el mundo en el siglo XX.
El término «Goose-Step» (en inglés paso de ganso) se refería originalmente al paso de equilibrio, una marcha lenta formalizada y obsoleta. El término está fuertemente asociado hoy en día a la Alemania nazi y la Wehrmacht, el Ejército alemán durante el Tercer Reich y que participó en la Segunda Guerra Mundial. Como resultado, el término ha adquirido un significado peyorativo en algunos países del mundo. Por otra parte, la expresión alemana "Gänsemarsch", que significa literalmente "marcha de la oca", no se refiere a un paso militar, sino simplemente a cualquier grupo de personas que caminan en fila india.

## Uso ceremonial
El paso de la oca es un estilo difícil de marcha que requiere mucha práctica y coordinación. Por lo tanto, está reservado para ocasiones ceremoniales como desfiles militares. Debido a que es difícil de mantener durante largos períodos de tiempo, las tropas generalmente solo ejecutan este paso cuando se acercan al estrado de las autoridades y regresan a un paso de marcha normal una vez que lo han dejado atrás. Los grandes desfiles militares requieren varios días de práctica para garantizar que las tropas puedan realizar el paso de la oca. El entrenamiento preparatorio incluye que los soldados marchen en pequeños grupos, con los brazos en movimiento horizontal/vertical para mantener el equilibrio.

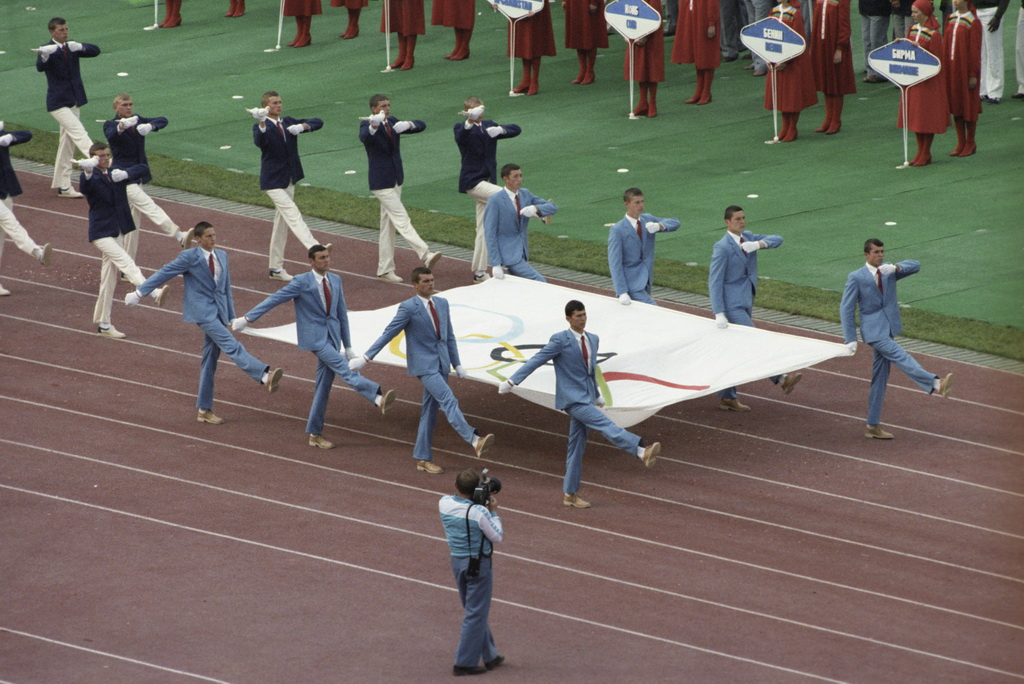
Atletas desfilando con la bandera olímpica en los Juegos Olímpicos de Moscú 1980.

Las guardias de honor también suelen ejecutar el paso de la oca durante las ceremonias solemnes, como ante los monumentos de guerra o en los cementerios militares. El paso de la oca se ha presentado en varias ceremonias de apertura olímpica, ya que la nación anfitriona debe guardar el mismo respeto a la bandera olímpica que a su propia bandera.
En la forma más rigurosa del paso regular, que a menudo se ve en las ceremonias del cambio de guardia, el paso se realiza a una marcha lenta y la pierna de forma horizontal, y a veces levantándola mucho más arriba. Regularmente, tal como se emplea los en grandes desfiles militares, el paso se realiza a una marcha rápida y la pierna se eleva solo a la altura de la rodilla, o incluso a la altura de la pantorrilla. La lentitud del paso regular mejora el equilibrio y la cohesión de la unidad al ritmo de una marcha rápida. Los abanderados y la guardia de honor marcharán con frecuencia con un paso de la oca más alto que la masa de tropas que lo siguen.

## Historia

### Origen

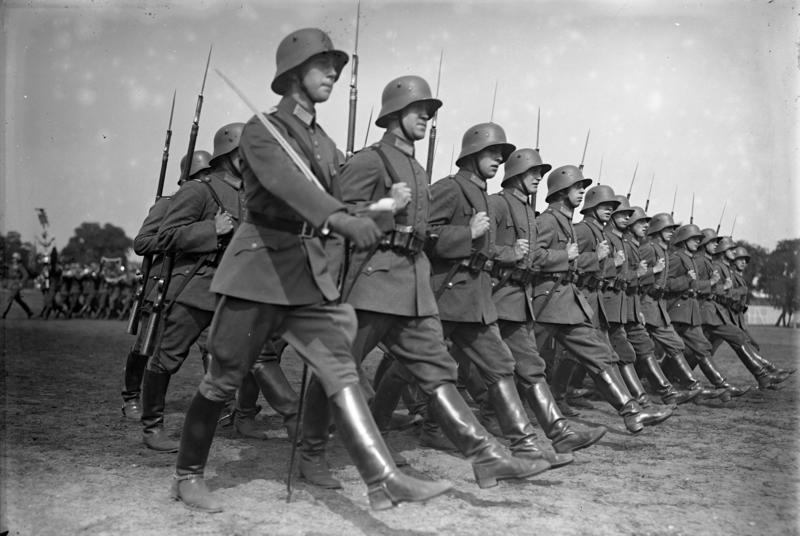
Soldados alemanes de la Reichswehr de la República de Weimar ejecutando el paso, 1931

El Stechschritt se originó en el siglo XVIII, al igual que otros pasos de marcha, como un método para mantener las tropas alineadas correctamente mientras avanzaban hacia las líneas enemigas. Fue introducido en la tradición militar alemana por Leopoldo I de Anhalt-Dessau, príncipe de Anhalt-Dessau, un mariscal de campo cuya atención al entrenamiento transformó a la infantería prusiana en una de las fuerzas armadas más formidables de Europa. Otros ejércitos adoptaron diferentes pasos de marcha que tenían el mismo propósito; en el Ejército británico, los soldados estaban entrenados para mover los brazos en un amplio arco para permitir a los oficiales mantener en orden la línea de avance. El Imperio ruso adoptó el paso de la oca durante el reinado de Pablo I.
A mediados del siglo XIX, el reemplazo de los mosquetes por fusiles aumentó en gran medida la precisión del fuego defensivo. Era demasiado peligroso marchar hacia el combate en una formación precisa, y la práctica se volvió obsoleta. Sin embargo, las fuerzas armadas continuaron instruyendo a los reclutas en técnicas de marcha que ahora se centran en la formación de equipos, la uniformidad militar y las funciones ceremoniales. Esto fue cierto en Prusia y el posterior Imperio alemán, donde el paso de la oca se convirtió en un emblema de la disciplina y la eficiencia militar.

### Adopción fuera de Europa
El paso de la oca se generalizó en los ejércitos de todo el mundo durante los siglos XIX y XX. La modernización militar y la influencia política llevaron la práctica a Asia, África y América Latina, desde sus orígenes en Prusia y Rusia.

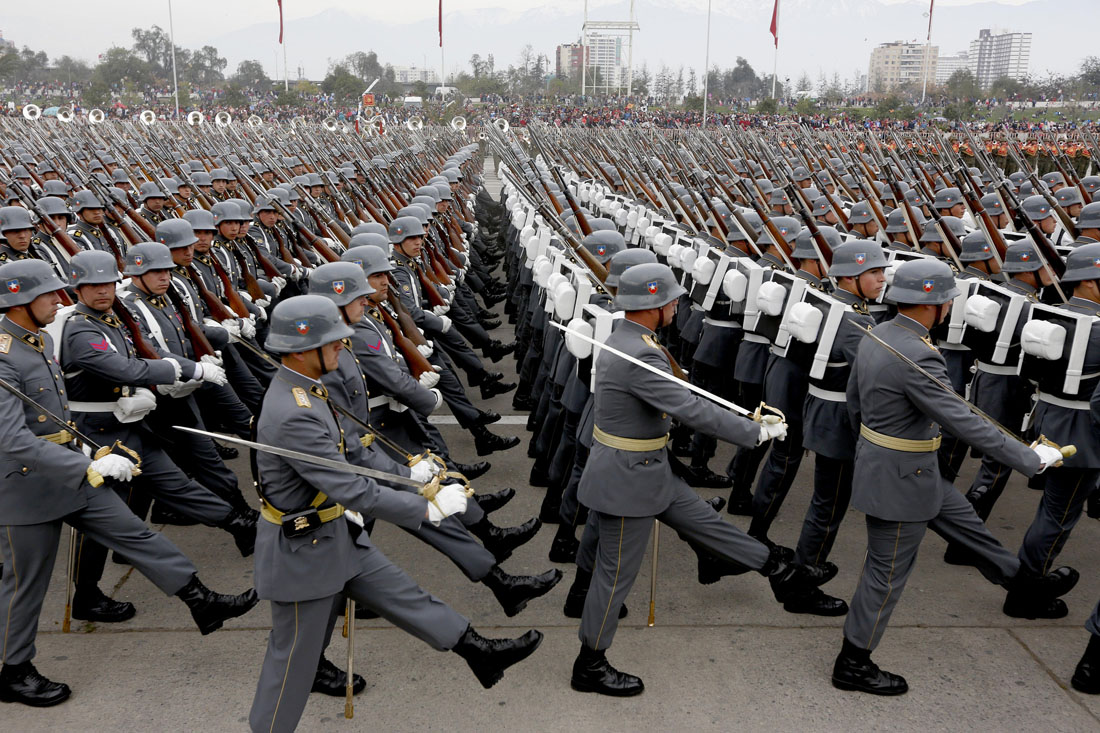
Efectivos del Ejército de Chile - Parada Militar 2015

Su adopción en otros países tuvo lugar a finales del siglo XIX, cuando el ejército prusiano fue muy admirado por su decisiva victoria en la guerra franco-prusiana. Esto llevó a muchos países a modernizar sus fuerzas militares siguiendo el modelo prusiano. El Ejército de Chile fue el primer país no europeo en adoptar el paso de la oca, importando muchas tradiciones militares prusianas después de la guerra del Pacífico. La práctica del paso regular se extendió luego ampliamente por toda América Latina gracias a la influencia chilena y prusiana.
El paso regular siguió ganando terreno incluso después de la derrota de Alemania en la Primera Guerra Mundial, ya que muchas naciones todavía admiraban el modelo alemán de organización y entrenamiento militar. El Ejército Nacional Revolucionario de la República de China fue entrenado por asesores alemanes en la década de 1920; las fuerzas comunistas chinas adoptarían el paso de la oca al estilo soviético después de la guerra civil china. Por lo tanto, el Ejército Popular de Liberación de China constituye el ejército más grande en la actualidad que realiza este tipo de marcha.

### Guerra Fría
Durante la Guerra Fría, la Unión Soviética entrenó a las fuerzas militares de muchos de sus estados satélites con prácticas militares y ceremoniales soviéticas. Esto llevó a una segunda gran ola de adopción de este tipo de marcha, ya que se introdujo en muchos países del Tercer Mundo en Asia y África. Mientras tanto, Estados Unidos, Reino Unido y Francia estaban, mediante esfuerzos realizados en sus Estado clientes y aliados, impidiendo el uso del paso de la oca en sus servicios armados. Una Alemania dividida también se dividió en el tipo de paso de marcha: la Nationale Volksarmee de la Alemania Oriental mantuvo el paso de la oca, mientras que la Bundeswehr de la Alemania Occidental adoptó un paso de marcha al estilo occidental pero con las manos balanceándose. La práctica alemana de ejecutar el paso de la oca durante siglos terminó finalmente en 1990, cuando el ejército de la Alemania Oriental también puso fin a la práctica por completo.